# Straniero (Litfiba)
Straniero è un brano musicale dei Litfiba, secondo singolo estratto dall'album Eutòpia.

## Descrizione
Il testo tratta della difficoltà di sentirsi adeguati e a proprio agio in un mondo attuale che ci vuole omologati, ed è ispirato al romanzo di Erri De Luca "Tu non c'eri", uscito anche come cortometraggio.

## Video musicale
Il videoclip del singolo, girato a Roma sotto la regia di Mauro Russo, è stato pubblicato il 19 gennaio 2017 e vede la protagonista costretta a dover tagliare le proprie ali per "conformare" la sua natura allo standard societario, al fine di essere accettata.

## Formazione
- Piero Pelù - voce, chitarra
- Ghigo Renzulli - chitarra
- Ciccio Li Causi - basso
- Fabrizio Simoncioni - tastiere
- Luca Martelli - batteria